# STS-130
إس تي إس-130 (بالإنجليزية: STS-130)‏ الرحلة الثلاثون بعد المائة ضمن برنامج مكوك الفضاء لوكالة ناسا، والرحلة الرابعة والعشرون على متن مكوك الفضاء إنديفور، انطلقت الرحلة في 8 فبراير سنة 2010 من مركز كينيدي للفضاء ، وهبطت بتاريخ 22 فبراير في مركز كينيدي أيضاً، بعد 13 يوم و18 ساعة مكثتها الرحلة في الفضاء، تم خلال الرحلة الرسو على محطة الفضاء الدولية وتجميع وحدة القبة في المحطة من خلال عمليات سير في الفضاء، بلغ عدد الرواد المشاركين في الرحلة ستة رواد.

## معرض صور

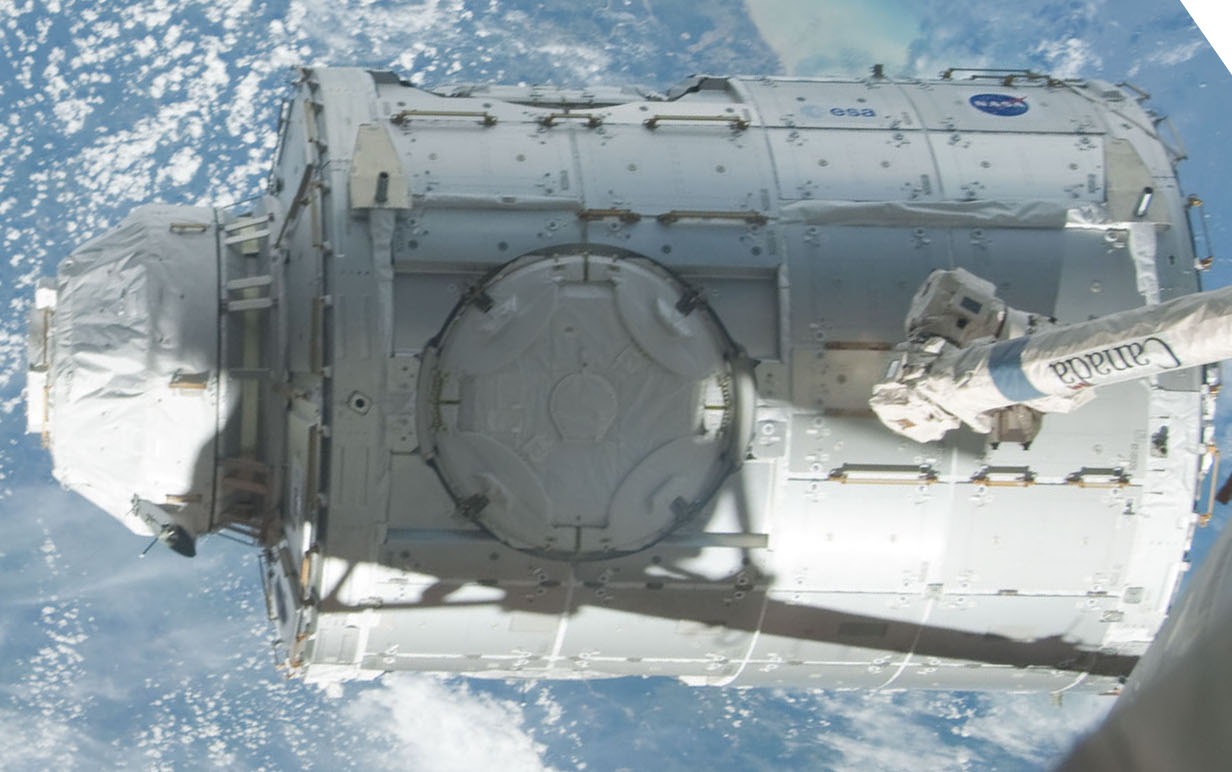
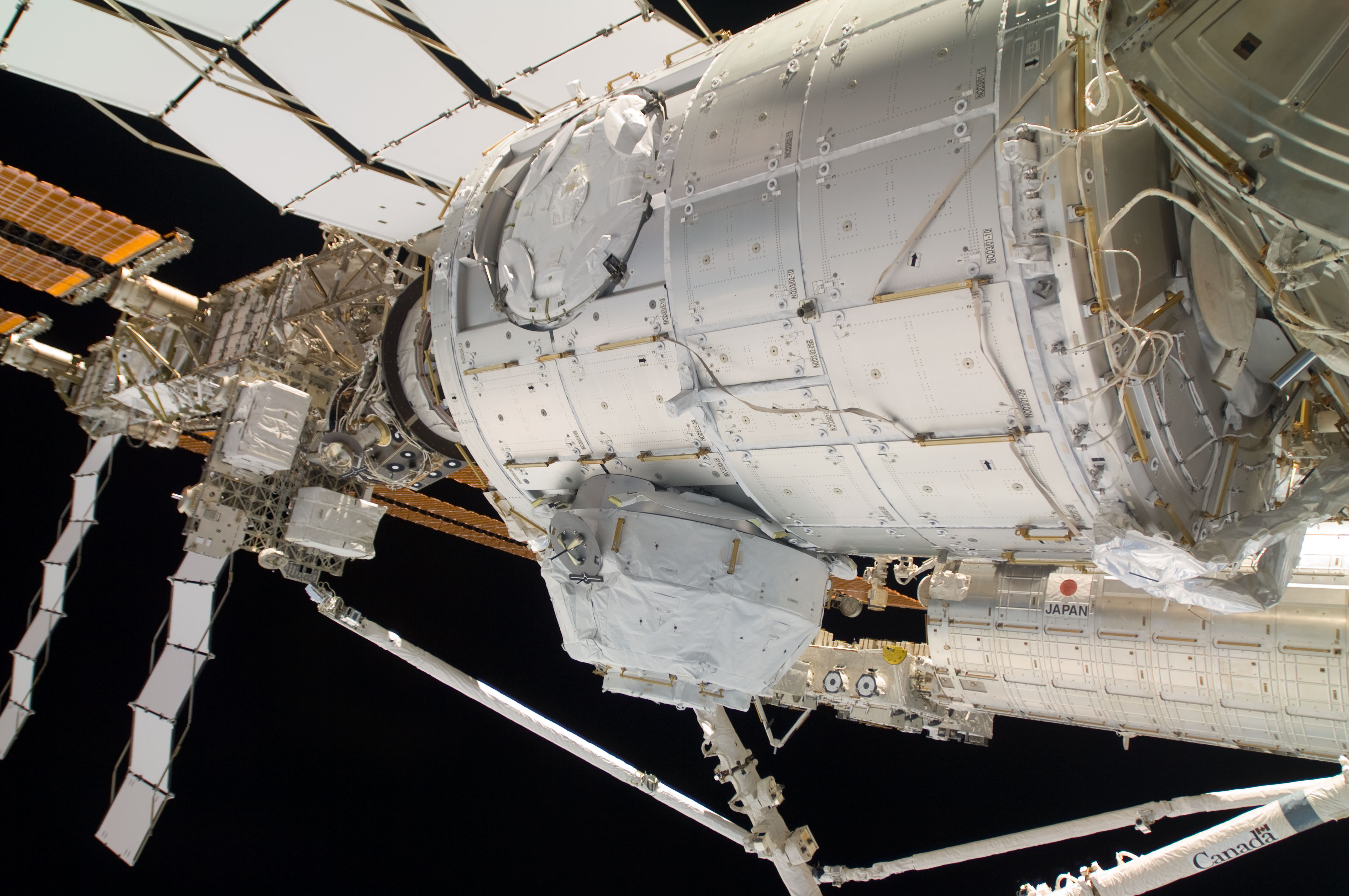
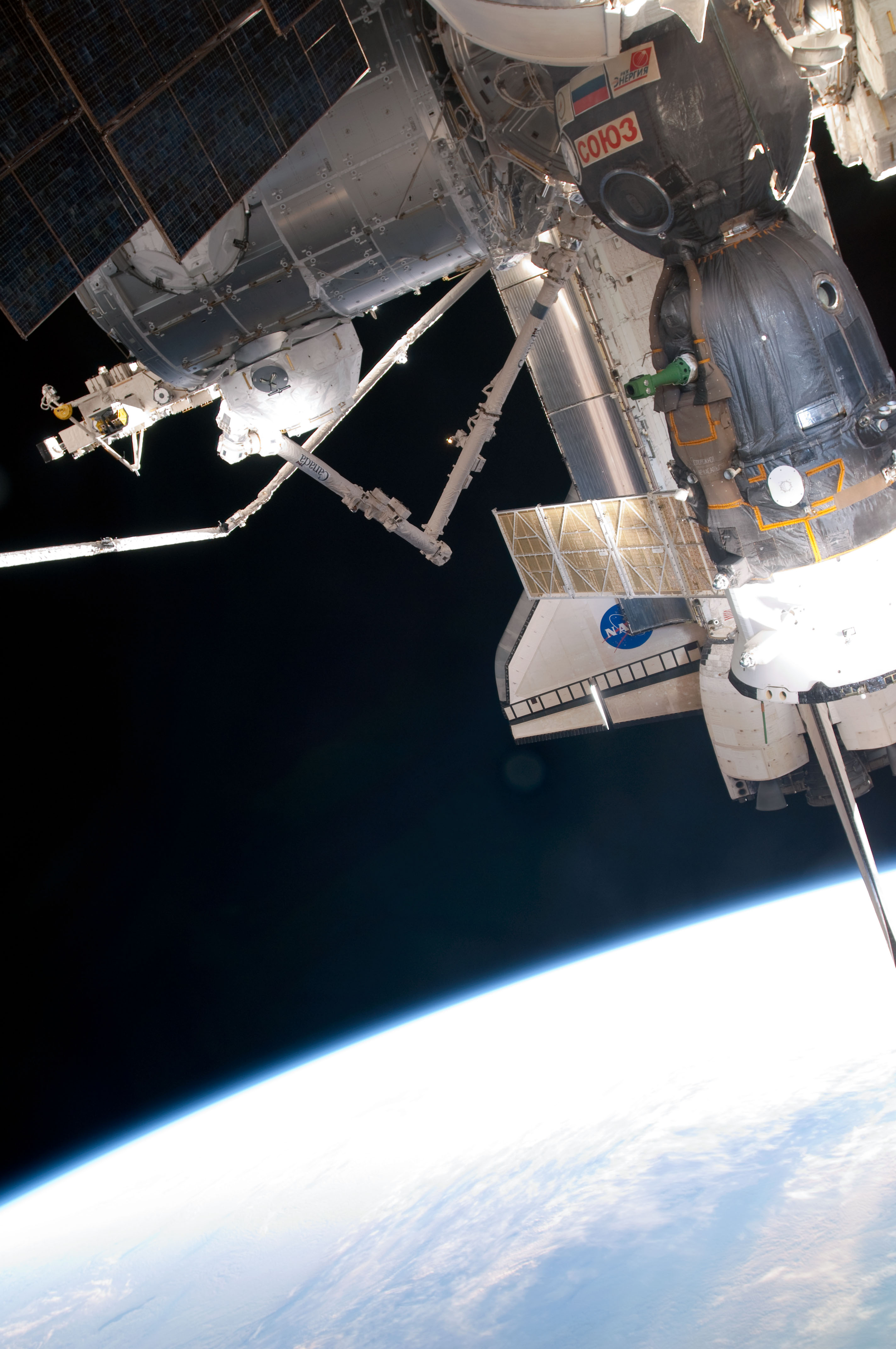
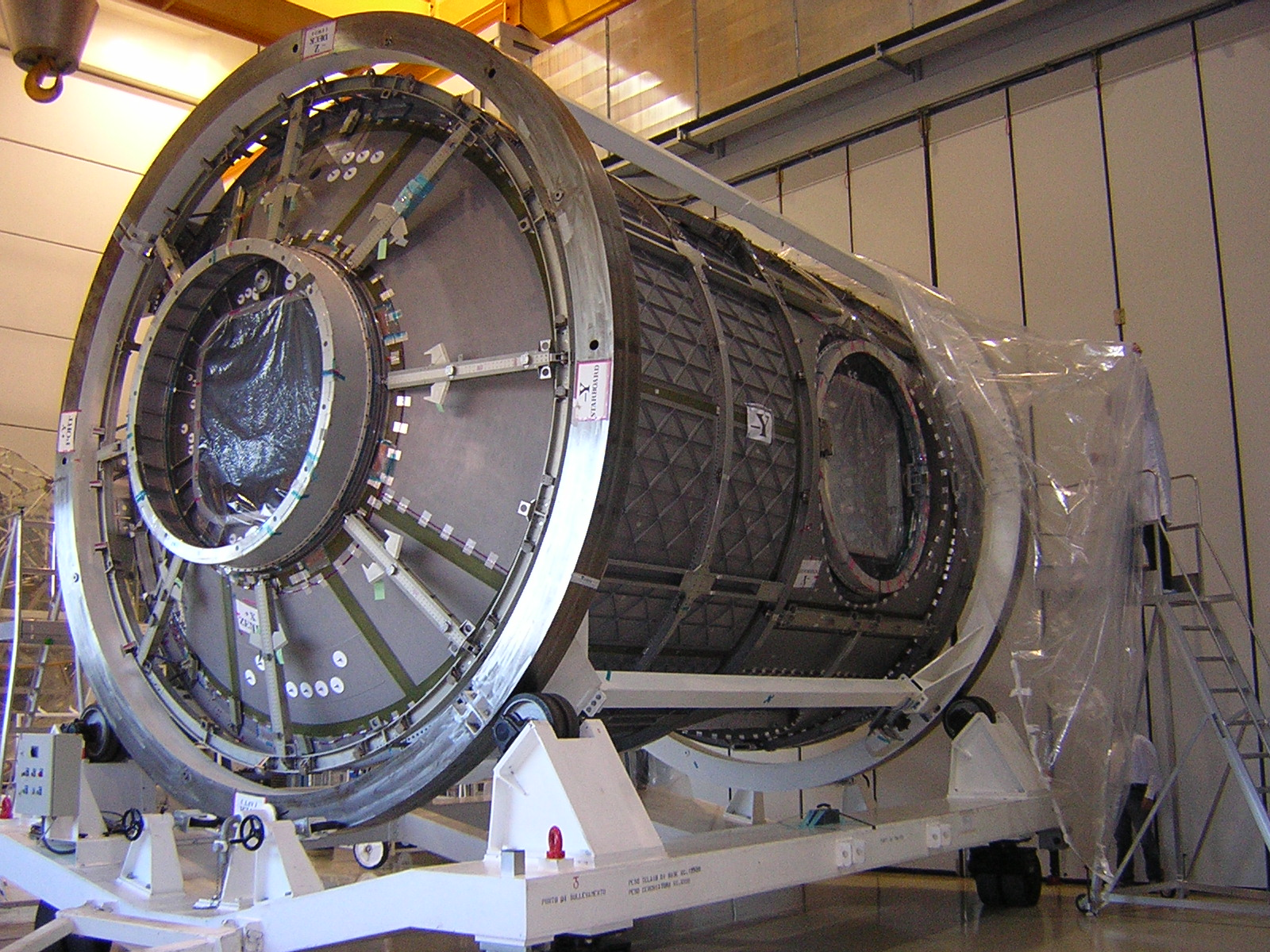
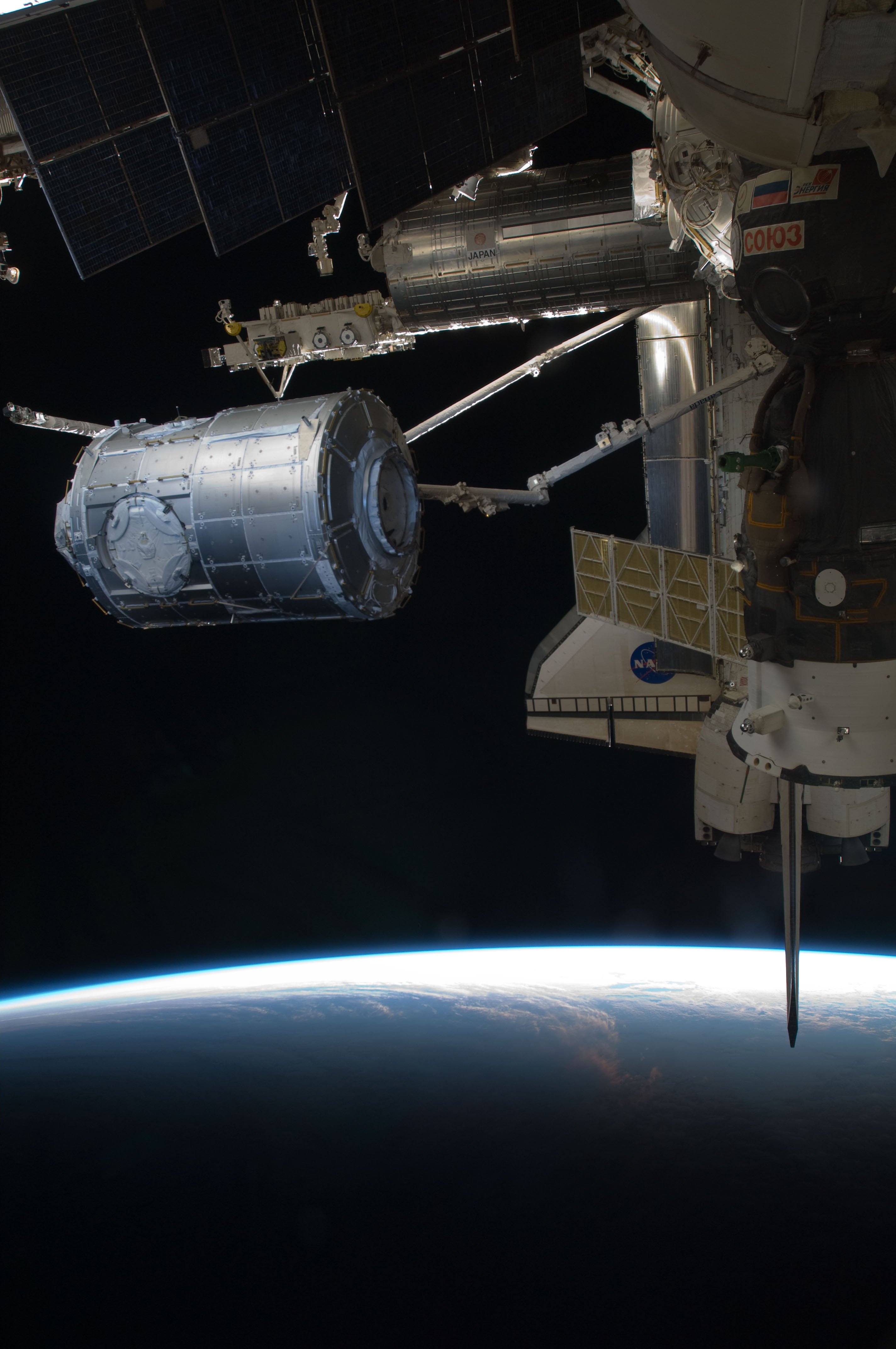